# Wojciech Lutosławski
Wojciech Lutosławski herbu Jelita – miecznik przemyski w latach 1579-1587,  podstarości przemyski w latach 1579-1580.
Członek konfederacji rzeszowskiej 1587 roku.